# Bernard Blancan
Bernard Blancan, né le 9 septembre 1958 à Bayonne (Pyrénées-Atlantiques), est un acteur, scénariste, réalisateur et écrivain français.

## Biographie
Il passe un DUT carrières sociales, une licence de Lettres à l’ISIC de Bordeaux et un diplôme d’instituteur. Parallèlement, il se produit sur scène en amateur. C’est à l’IUT qu’il fait la connaissance d’Yves Caumon. Se noue entre les deux hommes une amitié artistique. Bernard Blancan est acteur dans plusieurs courts-métrages de Caumon puis fait une apparition dans Amour d'enfance et joue le rôle principal de Cache-Cache, un film sélectionné dans le cadre de la Quinzaine des réalisateurs au Festival de Cannes 2005. Entretemps, c'est avec Peau d'homme cœur de bête d'Hélène Angel qu'il commence une carrière parisienne. 
C'est Indigènes de Rachid Bouchareb, qui le révèle au grand public. Pour ce film, il est couronné, avec Sami Bouajila, Roschdy Zem, Samy Naceri et Jamel Debbouze, d'un prix d'interprétation au festival de Cannes 2006.
En 2011, il réalise le documentaire Retour aux sources qui retrace son apprentissage de sourcier, comme métaphore de la rencontre avec son père biologique, lui-même sourcier (Lutins du court métrage -  meilleur film documentaire 2013).
En 2012, il publie Secrets de sourcier, aux Éditions Eyrolles et Journal d'un comédien, du footing aux palmes chez "Jacques Flament Éditions" suivi, deux ans plus tard, par Si j'étais guérisseur aux Éditions Eyrolles.
En 2013, il réalise Ogres niais, un court métrage présenté dans les festivals de Clermont-Ferrand et de Puteaux.
Parallèlement, il continue de tourner pour le cinéma (No pasaran d'Éric Martin et Emmanuel Caussé, Hors-la-loi de Rachid Bouchareb, La French de Cédric Jimenez). 
Il apparaît dans de nombreux courts-métrages et tourne aussi beaucoup pour la télévision, dans des téléfilms comme La Bicyclette bleue, Louise Michel, L'Été des Lip, et des feuilletons à succès tels qu’Un village français.

## Filmographie

### Acteur

#### Cinéma
- 1996 : Le Cri de Tarzan de Thomas Bardinet : le journaliste
- 1998 : Peau d'homme cœur de bête d'Hélène Angel : Coco
- 1998 : La Beauté du monde d'Yves Caumon : Fernand
- 1998 : Un dérangement considérable de Bernard Stora : Freddy l'entraîneur de foot
- 1999 : Kennedy et moi de Sam Karmann : scènes coupées au montage
- 2000 : Amour d'enfance d'Yves Caumon' : Aimé
- 2001 : Un moment de bonheur d'Antoine Santana : Edmond le patron-pêcheur
- 2001 : Le Chignon d'Olga de Jérôme Bonnell : Yves
- 2002 : Fais-moi des vacances de Didier Bivel : le père de Lucien et José
- 2002 : Le Pharmacien de garde de Jean Veber : Mathieu
- 2002 : Rencontre avec le dragon d'Hélène Angel : le sergent
- 2003 : Comme une image d'Agnès Jaoui : le serveur
- 2003 : Je suis un assassin de Thomas Vincent : le gendarme
- 2003 : Inguélézi de François Dupeyron : l’homme de l’accident
- 2004 : Alive de Frédéric Berthe : le jogger branché
- 2004 : Cache-cache d'Yves Caumon : Raymond
- 2004 : Quartier VIP de Laurent Firode : un détenu
- 2004 : La Ravisseuse d'Antoine Santana : Jacques
- 2005 : La Maison de Nina de Richard Dembo : Emile
- 2005 : Indigènes de Rachid Bouchareb : sergent-chef Roger Martinez
- 2006 : Un an de Laurent Boulanger : Castel
- 2006 : Capitaine Achab de Philippe Ramos : Will Adams
- 2007 : Résistance aux tremblements (court métrage) d' Olivier Hems : le visiteur
- 2008 : Les Insoumis de Claude-Michel Rome : Pierre Wazemme
- 2008 : Les Hauts Murs de Christian Faure : le beau-père
- 2008 : Le Voyage aux Pyrénées d’Arnaud et Jean-Marie Larrieu : le guide
- 2008 : Léger tremblement du paysage de Philippe Fernandez : le pilote
- 2009 : London River de Rachid Bouchareb : l’ouvrier forestier
- 2009 : Adieu Gary de Nassim Amaouche : Michel le voisin de Francis
- 2009 : No Pasaran d'Éric Martin et Emmanuel Caussé : Bouzigue
- 2009 : Partir de Catherine Corsini : Rémi
- 2009 : La Robe du soir de Myriam Aziza : le principal
- 2010 : Les Nuits de Sister Welsh de Jean-Claude Janer : Henry
- 2010 : Hors-la-loi de Rachid Bouchareb : Faivre
- 2010 : Suerte de Jacques Séchaud : Claude Lucas
- 2011 : Jeanne captive de Philippe Ramos : le charpentier
- 2012 : Le week-end de Christopher Granier-Deferre : le gendarme Chiffre
- 2013 : L'Enclos du temps de Jean-Charles Fitoussi : Bernard
- 2013 : 12 ans d'âge de Frédéric Proust : Philippe
- 2013 : Landes de François-Xavier Vives : Darrouy
- 2014 : La French de Cédric Jimenez : Lucien Aimé-Blanc
- 2014 : Nazar Palmus de Srinath Samarasinghe : le père
- 2015 : Cosmodrama de Philippe Fernandez : le reporter.
- 2016 : Vendeur de Sylvain Desclous : le médecin
- 2015 : D'une pierre deux coups de Fejria Deliba : le policier
- 2016 : Sur le plancher des vaches de Fabrice Tempo : le frère
- 2016 : Toril de Laurent Teyssier : Jean-Jacques, le père de Philippe
- 2018 : Larguées d'Éloïse Lang : Guillaume
- 2019 : Edmond d'Alexis Michalik : le client raciste
- 2022 : Nos frangins de Rachid Bouchareb : le patron du bistrot
- 2022 : L'Envol de Pietro Marcello : maître d'oeuvre chantier
- 2022 : Simone, le voyage du siècle d'Olivier Dahan : le député Bourson
- 2023 : Chien de la casse de Jean-Baptiste Durand : Bernard
- 2024 : Une affaire de principe d'Antoine Raimbault : Michel
- 2024 : Le Comte de Monte-Cristo de Matthieu Delaporte et Alexandre De La Patellière : le père d'Edmond Dantès

#### Courts métrages
- 1989 : Antonin d’Yves Caumon : Antonin
- 1991 : L'Ami de la famille d’Yves Caumon
- 1992 : Le Jour du bac de Thomas Bardinet
- 1992 : La Porte étroite de Frédéric Tachou
- 1994 : Lartigue expose de Bernard Blancan
- 1995 : (Sic) de Matthieu Poirot-Delpech
- 1995 : La Vie parisienne d’Hélène Angel
- 1995 : Un barbier dans les villes de Patrick Marty
- 1996 : Le Bambi de Frédéric Tachou
- 1998 : Conte philosophique (la caverne) de Philippe Fernandez
- 1999 : Réflexion de Philippe Fernandez
- 2001 : Chante de Fabrice Main : l’amant
- 2002 : L'Étang de Jean-Marie Omont : Lagache
- 2003 : L'Instant suivant de Catherine Dalfin
- 2003 : En route mauvaise troupe de Camille Bialestowski : Antoine
- 2003 : Une petite note d'humanité d'Emmanuel Gras : Thierry
- 2003 : L'Âge de raison de Myriam Aziza : le père
- 2004 : Connaissance du monde (drame psychologique) de Philippe Fernandez : l’archéologue
- 2004 : Frontière bleue d'Alain Cazuc
- 2004 : For intérieur de Patrick Poubel : le père
- 2004 : Juste une vache de Guy-Marie Lopez : Vianney
- 2005 : Les Mâtines d'Annick Raoul
- 2005 : L'Entrave d’Olivier Vilcivici
- 2006 : L'Apocalypse d’Emmanuel Caussé et Éric Martin
- 2006 : Tel père telle fille de Sylvie Baillot : le père
- 2006 : Résistance aux tremblements d'Olivier Hems : le visiteur
- 2008 : Dos à dos de Camille Bialestowski : Bernard
- 2009 : Cendres de Paul Costes : Max
- 2011 : Mei-Li de Judith Havas écrit par Christophe Martinolli : Bob
- 2011 : Junior de Julia Ducournau : le professeur de maths
- 2012 : Le Grand-père de Brad de Christine Paillard
- 2012 : Ogres niais de Bernard Blancan : le vieux rameur
- 2013 : Cinématon N° 2766 de Gérard Courant
- 2013 : Être vivant d'Emmanuel Gras : voix
- 2014 : Le Maillot jaune de Jacques Jousseaume : Lucien
- 2015 : Hotaru de William Laboury : Bernard
- 2015 : En famille de Jérôme Waquet
- 2016 : Une jeune fille française de Guy Gauthier : Paul
- 2016 : Après le col d'Ispeguy de Patrick Vuittenez : le père
- 2017 : 1971 Motorcycle Heart de Stéphanie Varela : le journaliste
- 2017 : Apollo ou la vie sauvage de Léo Favier : Apollo
- 2017 : Manigances de Bernard Blancan : le braconnier

#### Télévision

##### Téléfilms
- 1989 : Un conte des deux villes (A Tale of Two Cities) de Philippe Monnier : un patriote
- 1991 : Les Carnassiers d’Yves Boisset
- 1993 : Regarde-moi quand je te quitte de Philippe de Broca
- 1999 : Les Complices de Serge Moati : Martineau
- 2001 : Dérives de Christophe Lamotte : Georges
- 2001 : Les Semailles et les Moissons de Christian François : Lubin
- 2001 : Campagnes d’Olivier Langlois : Pierre
- 2002 : À cause d'un garçon de Fabrice Cazeneuve : le maître nageur
- 2002 : Passage du bac d’Olivier Langlois
- 2003 : A cran d’Alain Tasma : Fredo
- 2003 : Virus au paradis d’Olivier Langlois : Serge l’éleveur de poulets
- 2003 : Ambre a disparu de Denys Granier-Deferre : Dalle
- 2004 : La Nuit du meurtre de Serge Meynard : l’homme de la cabane
- 2005 : Un jour d'été de Franck Guérin : l’adjoint au maire
- 2006 : Lettres de la mer rouge d’Emmanuel Caussé : Louis le Saint
- 2006 : Le Temps de la désobéissance de Patrick Volson : Bauer
- 2006 : Chasse à l'homme d’Arnaud Sélignac : Abkarian
- 2008 : Charlotte Corday d’Henri Helman : Jean-Paul Marat
- 2008 : Le Voyage de la veuve de Philippe Laïk : Thabar
- 2009 : Louise Michel de Sólveig Anspach : Henri Rochefort
- 2010 : Main basse sur une île d’Antoine Santana : Le Lézard
- 2011 : L'Été des Lip de Dominique Ladoge : Charles Piaget
- 2011 : Carmen de Jacques Malaterre : Vincent
- 2011 : Quand la guerre sera loin d’Olivier Schatzky : Ferdinand
- 2012 : La Loi de mon pays de Dominique Ladoge : Lucien Grammatico
- 2012 : Mange de Julia Ducournau et Virgile Bramly : le proviseur
- 2013 : Le Clan des Lanzac de Josée Dayan : Kroll
- 2015 : Meurtres à Carcassonne de Julien Despaux : William Mallory
- 2017 : Sigmaringen, le dernier refuge de Serge Moati : Joseph Darnand
- 2021 : Le Bruit des trousseaux de Philippe Claudel : Greilich
- 2022 : Qu'est-ce qu'elle a ma famille ? d'Hélène Angel : Bernard
- 2025 : Meurtres à... (collection) : Meurtres à Bussang  de Didier Bivel : Paul Stentz

##### Séries et mini-séries
- 1993 : Puissance 4, épisode Bois d’ébène de Patrick Saglio
- 1997 : Les Moissons de l'océan de François Luciani
- 2000 : La Bicyclette bleue (mini-série) de Thierry Binisti : le chef gestapiste Langon
- 2001 : Boulevard du Palais, épisode L'Affaire Muller de Frédéric Auburtin : l'agresseur
- 2001 : La Crim', épisode La Piste aux étoiles de Denis Amar : Eddie Langellier
- 2002 : H, épisode Une histoire de fraude de Frédéric Berthe : l'inspecteur du guide Michelin
- 2002 : Juliette Lesage, médecine pour tous, épisode Conduites dangereuses de Christian François : Bernard Louhans
- 2002 : Avocats et Associés, épisode La Grande Muette de Christian Bonnet : Chavel
- 2003 : Les Cordier, juge et flic, épisode Cours du soir de Michaël Perrotta : Monsieur Morange
- 2003 : Femmes de loi, épisode Tableau de chasse de Benoît d'Aubert : Machard
- 2005 : Franck Keller, épisode Vincent, l'innocence même de Dominique Tabuteau : Patrick Saurel
- 2006 : Louis Page, épisode Le Chant des sirènes de Patrick Poubel : William Bayon
- 2006 : Marion Jourdan, épisode Tueur de flics de Jean-Marc Seban : Corelli
- 2007 : Louis la Brocante, épisode Louis et le condamné à domicile de Patrick Marty : Valais
- 2007 : Mystère (mini-série) de Didier Albert : Simon Castaneda
- 2007 : Chez Maupassant, épisode Aux champs d’Olivier Schatzky : le père Vallin
- 2007-2008 : PJ, 2 épisodes : André Gérard
  - 2007 : Jardins secrets de Claire de La Rochefoucauld 
  - 2008 : Jugement dernier de Thierry Petit
- 2008 : Elles et moi, 1 épisode de Bernard Stora : Rafel
- 2008 : Doom-doom, 3 épisodes de Laurent Abitbol et Nicolas Mongin : Dreyfus
- 2009 : Contes et nouvelles du XIXe siècle, épisode Le Petit Vieux des Batignolles de Claude Chabrol : Monistrol
- 2009 : Revivre (mini-série) d’Haim Bouzaglo
- 2011 : Commissaire Magellan, épisode Pur sang de Claire de la Rochefoucauld : Étienne Crecy
- 2011 : Flics, 2 épisodes de Thierry Petit : Binouze
  - 2011 : Levée d’écrou
  - 2011 : Coup d’arrêt
- 2013 : Les Limiers, épisode Mauvaise Herbe d’Alain DesRochers : commissaire Baudrillard
- 2013-2017 : Un village français : Anselme
  - 2013 : Le Jour des alliances de Jean-Marc Brondolo
  - 2013 : Naissance d’un chef de Jean-Marc Brondolo
  - 2013 : L’Arrestation de Jean-Marc Brondolo
  - 2013 : Le Déménagement de Jean-Marc Brondolo
  - 2013 : La Livraison de Jean-Philippe Amar
  - 2013 : Un acte de naissance de Jean-Philippe Amar
  - 2013 : L'Alsace et la Lorraine de Jean-Philippe Amar
  - 2013 : Le Jour d’après de Jean-Philippe Amar
  - 2013 : Un sens au monde de Jean-Philippe Amar
  - 2013 : Les Trois Voups de Jean-Philippe Amar
  - 2014 : Paris libéré de Jean-Philippe Amar
  - 2015 : Libération de Patrice Martineau
  - 2015 : Arrestations de Patrice Martineau
  - 2015 : Le Crépuscule avant la nuit de Patrice Martineau
  - 2015 : La Loi du désir de Patrice Martineau
  - 2015 : Une explosion de Patrice Martineau
  - 2015 : Le Procès de Patrice Martineau
  - 2016 : Le Carnet de Jean-Philippe Amar
  - 2016 : Derrière le mur de Jean-Philippe Amar
  - 2017 : Sur la grève de Jean-Philippe Amar
  - 2017 : Prisonniers de guerre de Jean-Philippe Amar
  - 2017 : Un petit coup de rouge de Jean-Philippe Amar
  - 2017 : 28-10-01 de Jean-Philippe Amar
- 2017 : Missions de Julien Lacombe
- 2020 : Groom - Saison 2, Épisode 7 : M. Botrelet
- 2022 : Le Voyageur, épisode Le Roi nu de Klaus Biedermann : Pierre Herman[5]
- 2022 : Alex Hugo de Pierre Isoard, saison 9 épisode 1 : La dernière piste : Philippe Canté
- 2023 : Vise le cœur de Vincent Jamain : Gérard Malherbe
- 2024 : Anthracite : Denis Monnier

### Réalisations et scénarios
- 1994 : Lartigue expose (court métrage)
- 1998 : Chiche ! (court métrage)
- 2011 : Retour aux sources (documentaire)
- 2012 : Ogres niais (court métrage)
- 2019 : Manignaces (court métrage)

## Théâtre

### Comédien
- 1985-1986 : "La tête vide" d'après Raymond Guérin, mise en scène de Christian Colin
- 1988 : Cartoon de Jean-Luc Ollivier, hommage à Tex Avery, mise en scène de l’auteur, à Bordeaux
- 1989 : L’Effet Glapion, mise en scène Guy Lenoir, à Bordeaux
- 1990 : La Résurrection rouge et blanche de Roméo et Juliette de Sony Labou Tansi, mise en scène Guy Lenoir, à Bordeaux et en Afrique
- 1990 : Ça va péter j’te dis de Bernard Blancan et Martine Pont, tournée en Aquitaine
- 1991 : Blaise Moll de Blaye, mise en scène Philippe Lespinasse, à Blaye
- 1992 : La Nuit prochaine, mise en scène Yvan Blanloeil
- 1993 : La péniche s’amuse, mise en scène Renaud Cojo
- 1993 : Andromaque de Jean Racine, mise en scène Yvan Blanloeil
- 1994 : Papagai Albinos, mise en scène Marc Vernier
- 1994 : Drame de la vie courante de Pierre Henri Cami, mise en scène Safy Nebbou à Libourne
- 1995 : L'Expulse de Samuel Beckett, à Villandraut
- 1995-1996 : Noé Chabaut
- 1996 : La Véritable Mort de Jeanne d’Arc, mise en scène Gilbert Tiberghien, à Pau
- 1997 : Pacific Express de Jean-Luc Ollivier, mise en scène de l’auteur, à Bordeaux
- 1997 : L'Amateur de corsets d’Oskar Panizza, mise en scène David Chazam, à Rouen et Bruxelles
- 1998 : Atrium casino, mise en scène François Mauget
- 1998 : Troubadour pour être honnête
- 1998 : Alphonse sèche, mise en scène David Chazam
- 2003 : La Marche de l'architecte de Daniel Keene, mise en scène Renaud Cojo
- 2004 : Criminel de Javier Daulte, mise en scène Mario Dragunsky, à Rodez
- 2006 : Scopitone création multimédia de Bernard Blancan
- 2007-2008 : Bernard Blancan (enfin disponible !) de Bernard Blancan et Renaud Cojo, mise en scène Renaud Cojo, Le Carré des Jalles (Saint-Médard-en-Jalles), tournée
- 2017-2019 : Intra muros d'Alexis Michalik, mise en scène de l'auteur, théâtre 13, La Pépinière-Théâtre, tournée

### Assistant mise en scène
- 1997-1998 : Lolicom de Renaud Cojo, mise en scène de l’auteur, Théâtre du Port de la Lune (Bordeaux), Le Cratère (Alès)

## Publications
- 2012 : Secrets de sourcier aux Éditions Eyrolles
- 2012 : Journal d'un comédien (I. 2004-2006 / Du footing aux Palmes) aux éditions Jacques Flament
- 2014 : Si j'étais guérisseur aux Éditions Eyrolles
- 2015 : Catapulte, roman, aux Éditions Persée
- 2019 : Magnétique, roman, aux Éditions Michel Lafon

## Distinctions
- Festival de Cannes 2006 : Prix d'interprétation masculine pour Indigènes - prix partagé avec les autres acteurs principaux du film
- Lutins du court métrage 2013 : meilleur film documentaire pour Retour aux sources
- FEST’ival du court métrage de Puteaux 2013 : Prix du jeune public pour Ogres niais
- Festival de Jouy-en-Josas 2015 : Prix de la mise en scène pour Ogres niais
- 2016/2017 : 13 prix dans des festivals en Essonne, Isère, Vosges, Meurthe-et-Moselle au Luxembourg et à Londres[Quoi ?] pour Une jeune fille française